# Ruan Fangfu
Ruan Fangfu (阮 芳 赋), também chamado de Fang Fu Ruan é um médico chinês e historiador da medicina. Ele é editor e autor de O Manual Chinês do Conhecimento do Sexo (性 知识 手册, Xingzhishi Shouce, 1985). O seu trabalho mais famoso é Sexo na China: Estudos da Sexologia na Cultura Chinesa (1991). Ele é membro da International Encyclopedia of Sexuality (IES).